# Paoua
Paoua est une ville et une commune, chef-lieu de l'une des trois sous-préfectures de la préfecture de Ouham-Pendé en République centrafricaine.

## Géographie
Située au centre de la préfecture de l’Ouham-Pendé, la ville de Paoua est à 121 km au nord du chef-lieu de préfecture Bozoum par la route régionale RR6.
La plupart des villages de la commune de Paoua sont localisés sur l’axe Béboura 3 – Paoua – Ndim et d’autre part suivant l’axe Benamkor – Pougol – Mbali.
|      | Bah-Bessar | Nana-Barya |
| Yémé | Paoua      | Bimbi      |
|      | Banh       |            |

## Histoire

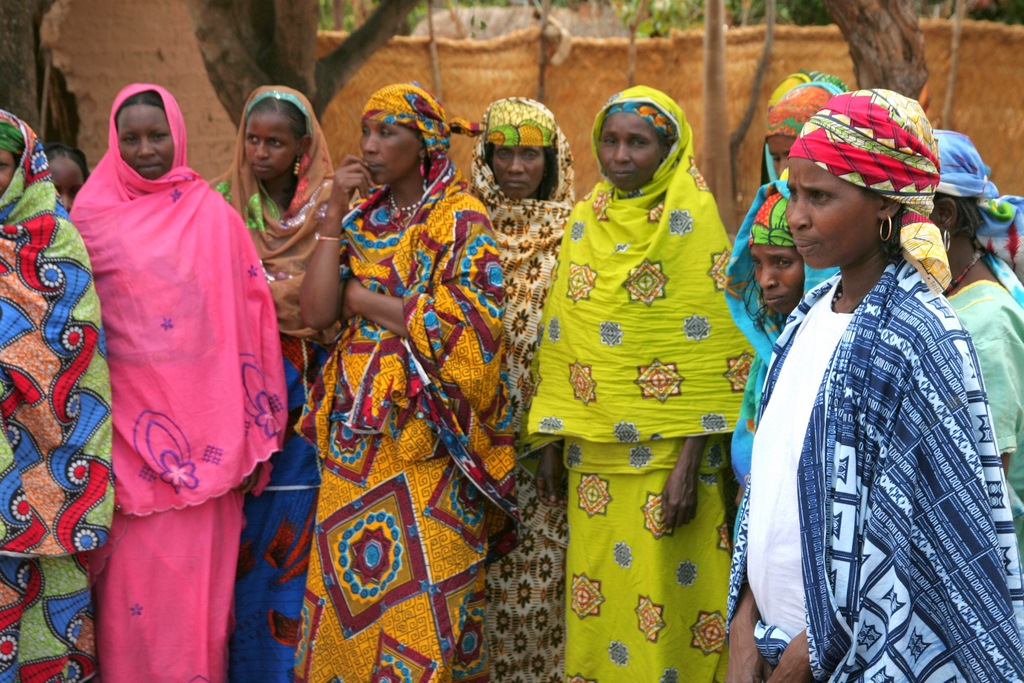
Femmes peules à Paoua

À partir de 1928, Paoua devient un chef-lieu de subdivision de l'Oubangui-Chari, elle remplace la première subdivision établie à Lia en 1921. En 1930, la subdivision de Paoua s'étend vers l'ouest au territoire de Nana Barya, puis le 12 juin 1931 elle s'étend au canton de Benamkor. Après guerre, le 16 octobre 1946, la localité est un chef-lieu de district. Le 23 janvier 1961, la République centrafricaine indépendante, instaure Paoua en chef-lieu de sous-préfecture.
Le 29 janvier 2006, Paoua avait été le siège d'une rébellion. Trois bandes armées se réclamant d'une rébellion (non identifiée) attaquèrent le détachement militaire, attaquèrent l’aérodrome et la base militaire. On estime qu'une partie de la population appuyait cette rébellion, sur laquelle s'est greffée l'agitation de coupeurs de route.

## Administration
La sous-préfecture de Paoua est constituée de huit communes : Bah-Bessar, Banh, Bimbi, Malé, Mia-Pendé, Mom, Nana-Barya et Paoua.
La ville de Paoua est composée de 29 quartiers en zone urbaine recensés en 2003 : Acadop, Arabe 1, Arabe 2, Arabe 3, Avenue Kolingba, Bessi, Beyokara, Bimbi, Bornou, Combattant 1, Combattant 2, Combattant 3, Hang-Foung, Haoussa, Karre Simbal, Koundai Goura, Kountali, Lycée, Mandja 1, Mandja 2, Mbaoumilia, Nzangara, Paoua Elien, Planton, Poulao, Poulele, Souma, Traitant et Zongo.

## Villages
Les villages principaux sont : Pougol, Pendé et Koundjili.
En zone rurale, la commune compte 29 villages recensés en 2003 : Bédéré, Beorbin, Betoboinda 1, Betoboinda 2, Bonabili, Bozoy 1, Bozoy 2, Bozoy 3, Bozoy 3 (Capita), Bozoy 4, Frinzara, Gadoulou, Ganvoun, Koundjili 1, Koundjili 2, Kounworon, Kpetene, Mbaindi-Yandio, Mbipourou, Ndjon Djom, Ndjopan, Ngbiri, Nya, Nzapoin, Nzore, Pougabara, Pougol 1, Pougol 2, Poukai, Poulaou 1, Poumbari, Souri 2.

## Éducation
La commune de Paoua compte 12 écoles publiques à Gadoulou, Bedere, Sous-préfectorale mixte et Mixte 2 à Paoua, Bozoue 1, Pouka, Pende, Pougol, Souri, Ndjondjom, Lemona et Koundjili ; et une école privée Sainte Thérèse à Paoua.
L'enseignement secondaire est assuré au lycée moderne de Paoua.

## Santé
La commune située dans la région sanitaire n°3 dispose d'un hôpital général de référence HGR à Paoua, de 2 centres de santé à Paoua et à Pendé, d’un poste de santé à Pougol et d'un poste de santé catholique à Paoua.

## Société
La ville est le siège de deux paroisses catholiques rattachées au diocèse de Bossangoa, la Sainte Famille (fondée en 1946) et Saint Kisito.

## Économie
La région de Paoua constitue une zone d'activités agricoles et maraîchères.

## Média
Depuis 2010, la radio communautaire La Voix de la Pendé émet depuis Paoua sur 102.6 FM, dans un rayon de 60 km. Après une interruption de 2 ans (2012-2014), les émissions ont repris le 11 octobre 2014. la radio de la MINUSCA GUIRA FM est auci ecoute a PAOUA et ces environs

## Politique
La sous-préfecture de Paoua est divisée en cinq circonscriptions législatives.
| Date d'élection | Identité                   | Parti       | notes               |
| --------------- | -------------------------- | ----------- | ------------------- |
| 2016            | Lucien Mbaïgoto            | indépendant | 1re circonscription |
| 2016            | Timoléon Mbaïkoua          | indépendant | 2e circonscription  |
| 2016            | Fidèle Kabral Yangassengué | URCA        | 3e circonscription  |
| 2016            | Percus Kette               | MLPC        | 4e circonscription  |
| 2016            | Emmanuel Mamia             | MLPC        | 5e circonscription  |

## Personnalités liées à la ville
C'est la ville natale d'Ange-Félix Patassé (président de la République de 1993 à 2003).
- Martin Ziguélé (1957-), Premier ministre centrafricain.